# Кривда (емоція)
Кри́вда — найповніший та найпрадавніший, так би мовити, «примондіальний» комплекс афектів, оскільки емоційна сфера людини на той час ще не була настільки розвинена як зараз і окремі негативні емоції ще не розділялися, що включає в себе практично всі негативні емоції людини: гнів, горе, огиду, відразу, страх та сором, та викликає неприємне почуття приниження, яке відчувається неперервно, в результаті реальної, чи уявної агресивної дії зовнішніх сил. Стан кривди по замовчуванню не можливо каналізувати в якесь безпечне русло, тому він триває до тих пір, поки не відбудеться «акт розплати» за причинену раніше кривду. Як говориться в «Біблії», яка зберегла в собі численні релікти примордіального періоду соціального розвитку людства: «І воздасться їм, по ділам їх».